# Villemeux-sur-Eure
Villemeux-sur-Eure é uma comuna francesa na região administrativa do Centro, no departamento Eure-et-Loir. Estende-se por uma área de 18,56 km². Em 2010 a comuna tinha 1 696 habitantes (densidade: 91,4 hab./km²).